# قلب العقرب (نجم)
قلب العقرب أو ألفا العقرب ويسمى (بالإنجليزية: Antares)‏ هو نجم عملاق ضخم أحمر يبعد مقدار 600 سنة ضوئية من نظامنا الشمسي  وهو تحريف لـ"anti mars" وقد سمي كذلك بسبب لونه الأحمر الشديد فكأنه ينافس المريخ على حكم هذا اللون في السماء. وتبلغ كتلة قلب العقرب بين 10 إلى 15 ضعفا كتلة شمسية، وهو ألمع نجوم كوكبة العقرب على الإطلاق، وهو أيضاً النجم الخامس عشر من حيث اللمعان في السماء كلها  والرابع من نجوم دائرة البروج وذلك بقدر ظاهري يبلغ في أقصاه 1,09. ولكن قدره ليس ثابتا وذلك لأنه نجم متغير ثنائي حيث يتراوح قدره ما بين 1,09 و1,8. إن قلب العقرب وبقية النجوم التي تشكل هذا البرج، تقع ظاهريا - أي بالنسبة للمراقب من الأرض - قرب مركز المجرة، ومن ثم فإن المنطقة التي يغطيها هذا البرج تبدو غنية جدا بالسدم والنجوم.

وبالجدول أدناه مقارنة بين النجم والشمس
| النجم      | القطر (ميل) | درجة حرارة السطح (كلفن) | القدر الظاهري | الكثافة     | الكتلة  |
| ---------- | ----------- | ----------------------- | ------------- | ----------- | ------- |
| الشمس      | 885,000     | 5.780 °                 | -26.7         | 1.00        | 1.00    |
| قلب العقرب | 500,000,000 | 3.400 °                 | +0.98         | 1/1,000,000 | 10 – 15 |

## من خصائصه

مقارنة بين حجمي الشمس (نقطة فوق على اليمين) والسماك الرامح (نجم برتقالي)، ونجم قلب العقرب وهو عملاق أحمر فائق، والدائرة المنقطة داخله تمثل مدار المريخ، وهذا النجم كبير لدرجة أنه لو كان مكان شمسنا لابتلع أرضنا والمريخ معا.

ولكن بالرغم من بعده الشديد هو واضح للغاية وذلك بسبب كونه عملاقاً عظيما أحمرا، حيث يبلغ نصف قطره نحو 800 نصف قطر شمسي. ولو افترضنا أنه في موقع الشمس لكان قد ابتلع عطارد والزهرة والأرض والمريخ (وفي الصورة أعلاه يمثل الخط الأسود المتقطع مدار كوكب المريخ بالنسبة لحجم نجم قلب العقرب). ويبلغ سطوعه 10,000 ضعف سطوع الشمس، وذلك يعود إلى أنه يستهلك وقوده من الهيدروجين بسرعة لكونه عملاقا عظيما أحمر ويشع كميات هائلة من الطاقة الإشعاعية. تبلغ كتلته 15.5 كتلة شمسية وتبلغ درجة حرارته 3.500 كلفن. وبسبب حجمه الهائل وكتلته الصغيرة نسبيا مقارنة إلى حجمه، فكثافة نجم قلب العقرب تعد منخفضة جدا.
أكبر وضوح لنجم قلب العقرب يكون في يوم 31 أيار (مايو) أو في وقت قريب منه من كل سنة. ففي هذا الوقت يشرق قلب العقرب مع غروب الشمس ويغرب مع شروقها وبالتالي فبالإمكان رؤيته طوال الليل.

## النجم الثنائي
نجم قلب العقرب هو نجم ثنائي ورفيقه (قلب العقرب ب) هو نجم أزرق يبعد عن «قلب العقرب أ» 550 وحدة فلكية (25 يوم ضوئي تقريبا). وبذلك فمدة دورانه حول نجمه (قلب العقرب أ) تستغرق 878 سنة أرضية. اُكتشف نجم «قلب العقرب ب» في سنة 1819 في شهر نيسان (أبريل) يوم 13 أثناء رصد احتجابه خلف القمر. يبلغ القدر الظاهري لقلب العقرب ب 5,5 فقط وبالرغم من ذلك فسطوعه يبلغ 170 ضعف سطوع شمسنا. وبما أن قدره هو 5,5 فبالإمكان رؤيته بمنظار (تلسكوب صغير) بسهولة وإن توافرت ظروف مثالية فبالإمكان رؤيته بالعين المجردة ولكنه سوف يكون خافتا للغاية وربما لن يمكن تمييزه عن قلب العقرب أ.

## الاحتجاب
يحجب القمر أحيانا نجم قلب العقرب وهذه ليست ظاهرة نادرة، وقد حدثت في عام 2009 شهر تموز (يوليو) يوم 31 وقد كان بالإمكان رؤيته من جنوب آسيا والشرق الأوسط. وفي يوم 2 من شهر تشرين الأول (ديسمبر) أو يوم قريب منه من كل عام تمر الشمس أمام نجم قلب العقرب. ولكن حدث نادر للغاية أن يحجب أحد الكواكب نجم قلب العقرب. وليس من المرجح حدوث هذا في الفترة الحالية، فالتوقع الوحيد تقريباً الآن هو أن يحجبه كوكب الزهرة في عام 2400 في شهر تشرين الثاني (نوفمبر) يوم 17.

## اقرأ أيضا
- عملاق عظيم فائق
- دلتا وحيد القرن
- النياط نجم
- عملاق أحمر
- نجم الدجاجة اكس
- تخليق العناصر
- تصنيف هرتزشبرونج-راسل
- المنطقة نجم
- النظام نجم
- نطاق الجبار
- إيتا القاعدة